# Christiane Soeder
Christiane Soeder-Richter, geborene Soeder (* 15. Januar 1975 in Remscheid, Deutschland), ist eine ehemalige österreichische Radrennfahrerin deutscher Herkunft. Sie ist Deutsche Duathlon-Meisterin (1999, 2000 und 2001), Duathlon-Vizeeuropameisterin (2001) und vielfache Österreichische Staatsmeisterin (2004–2012).

## Werdegang
Christiane Soeder begann ihre sportliche Karriere als Leichtathletin und war erfolgreich im Duathlon: dreimal Deutsche Meisterin (1999, 2000, 2001), fünfter Platz Weltmeisterschaften in Amerika (1999), dritter Platz Weltmeisterschaften Kurzstrecke (2000) und auf der Langstrecke (2001).

### Vizeeuropameisterin Duathlon 2001
Im Jahr 2000 konnte sie den ETU European Duathlon Cup für sich entscheiden und 2001 wurde sie Duathlon-Vizeeuropameisterin.
Seit 2002 fuhr Soeder ausschließlich im Radsport beim Team Unica Graz und von 2005 bis 2009 auch beim Univega Pro Cycling Team (spätere Namen: Cervélo-Lifeforce Pro Cycling Team und Cervélo Test Team).

### 3. Rang UCI-Straßen-Weltmeisterschaften 2007
Sie gehörte zu den besten Zeitfahrerinnen der Welt und ist seit ihrem dritten Platz bei den Weltmeisterschaften 2007 in Stuttgart die erfolgreichste österreichische Radrennfahrerin.
Im Juni 2008 gewann sie die Grande Boucle Féminine – das Gegenstück zur Tour de France der Männer. Im Folgejahr wurde sie hier Zweite. 2009 beendete sie ihre sportliche Karriere.

### Staatsmeistertitel Einzelzeitfahren 2012
2012 kehrte sie nach einer Babypause wieder ins Wettkampfgeschehen zurück und im Mai konnte sie sich erneut den Staatsmeistertitel im Einzelzeitfahren holen. Seit 2012 tritt sie nicht mehr international in Erscheinung.

### Privates
Soeder ist als Ärztin tätig und lebt in Wien. 2007 veröffentlichte sie gemeinsam mit ihrer Schwester Stefanie Mollnhauer (Sportmedizinerin und Leistungsdiagnostikerin) ein Fachbuch zum Thema Frauenradsport. Christiane Soeder ist mit Bernhard Richter, einem ehemaligen Staatsmeister im Mittelstreckenlauf, verheiratet. Im Februar 2014 kam ihr zweiter Sohn zur Welt.

## Auszeichnungen
- 2007 war sie die erste Frau, die zu Österreichs Radsportler des Jahres gewählt wurde
- 2008 wurde Christiane Soeder für ihre Leistungen mit dem Goldenen Verdienstzeichen der Republik Österreich ausgezeichnet.

## Sportliche Erfolge
| Datum/Jahr    | Rang | Wettbewerb                                        | Austragungsort               | Zeit        | Bemerkung                                             |
| ------------- | ---- | ------------------------------------------------- | ---------------------------- | ----------- | ----------------------------------------------------- |
| Mai 2012      | 1    | Österreichische Staatsmeisterschaft Zeitfahren    | Judendorf                    |             | im Einzelzeitfahren                                   |
| Sep. 2010     | 1    | Österreichische Staatsmeisterschaft Zeitfahren    | Oberwart                     |             | 12,8 km                                               |
| 21. Juni 2009 | 2    | Grande Boucle Féminine                            | Frankreich                   |             | Zweite hinter Emma Pooley                             |
| 2009          | 1    | Österreichische Staatsmeisterschaft Straßenrennen | Osterreich                   |             |                                                       |
| 2009          | 1    | Österreichische Staatsmeisterschaft Zeitfahren    | Oberwart                     |             |                                                       |
| 23. Sep. 2009 | 5    | UCI-Straßen-Weltmeisterschaften 2009              | Mendrisio                    | 00:36:24,34 | im Einzelzeitfahren: 26,8 km (zwei Runden), 220 hm    |
| 24. Sep. 2008 | 2    | UCI-Straßen-Weltmeisterschaften 2008              | Varese                       | 00:33:58,91 | im Einzelzeitfahren                                   |
| 13. Aug. 2008 | 7    | Olympische Sommerspiele 2008                      | Peking                       |             | Einzelzeitfahren                                      |
| 10. Aug. 2008 | 4    | Olympische Sommerspiele 2008                      | Peking                       |             | Straßenrennen                                         |
| 2008          | 1    | Österreichische Staatsmeisterschaft Kriterium     | Osterreich                   |             |                                                       |
| 22. Juni 2008 | 1    | Grande Boucle Féminine                            | Frankreich                   | 16:21:35    |                                                       |
| 26. Sep. 2007 | 3    | UCI-Straßen-Weltmeisterschaften 2007              | Stuttgart                    | 00:35:25    | im Einzelzeitfahren (25,1 km)                         |
| 2007          | 1    | Österreichische Staatsmeisterschaft Zeitfahren    | Podersdorf                   |             |                                                       |
| Juni 2006     | 1    | Österreichische Staatsmeisterschaft Zeitfahren    | Mattighofen                  | 00:38:51    |                                                       |
| Juni 2006     | 1    | Österreichische Staatsmeisterschaft Straßenrennen | Hallwang                     | 02:59:46    | 103,5 km                                              |
| 2005          | 3    | Grande Boucle Féminine                            | Frankreich                   |             |                                                       |
| 2005          | 1    | Österreichische Staatsmeisterschaft Zeitfahren    | Altendorf (Niederösterreich) |             |                                                       |
| 2005          | 11   | UCI-Straßen-Weltmeisterschaften 2005              | Madrid                       |             |                                                       |
| 2004          |      | UCI-Straßen-Weltmeisterschaften 2004              | Verona                       |             | im September und Oktober                              |
| 15. Aug. 2004 | 24   | Olympische Sommerspiele 2004                      | Athen                        |             | Straßenrennen (118,8 km)                              |
| 2004          | 1    | Österreichische Staatsmeisterschaft Zeitfahren    | Osterreich                   |             |                                                       |
| 2004          | 1    | Österreichische Staatsmeisterschaft Straßenrennen | Osterreich                   |             |                                                       |
| Okt. 2003     | 23   | UCI-Straßen-Weltmeisterschaften 2003              | Hamilton (Ontario)           | 03:18:42    | Straßenrennen Elite Frauen über 124 km (10 × 12,4 km) |

| Datum/Jahr   | Rang | Wettbewerb                                     | Austragungsort | Zeit     | Bemerkung                                                                                                  |
| ------------ | ---- | ---------------------------------------------- | -------------- | -------- | --- |
| 9. Sep. 2001 | 3    | ITU Long Distance Duathlon World Championships | Venray         | 03:05:00 | Duathlon-Weltmeisterschaften auf der Langstrecke                                                           |
| 2001         | 2    | ETU Duathlon European Championships            | Mafra          |          | Duathlon-Vizeeuropameisterin                                                                               |
| 2001         | 1    | DTU Deutsche Meisterschaften Duathlon          | Deutschland    |          | Deutsche Duathlon-Meisterin                                                                                |
| 2000         | 3    | ITU Duathlon World Championships               | Calais         |          | Duathlon-Weltmeisterschaften auf der Kurzstrecke (10 km Laufen, 40 km Radfahren und 5 km Laufen)           |
| 2000         | 1    | DTU Deutsche Meisterschaften Duathlon          | Zeitz          |          | Deutsche Duathlon-Meisterin                                                                                |
| 1999         | 5    | ITU Duathlon World Championships               | Huntersville   |          | |
| 1999         | 1    | DTU Deutsche Meisterschaften Duathlon          | Deutschland    |          | Deutsche Duathlon-Meisterin auf der Kurzdistanz (10 km erster Lauf, 40 km Radfahren und 5 km zweiter Lauf) |

(DNF – Did Not Finish)
2003

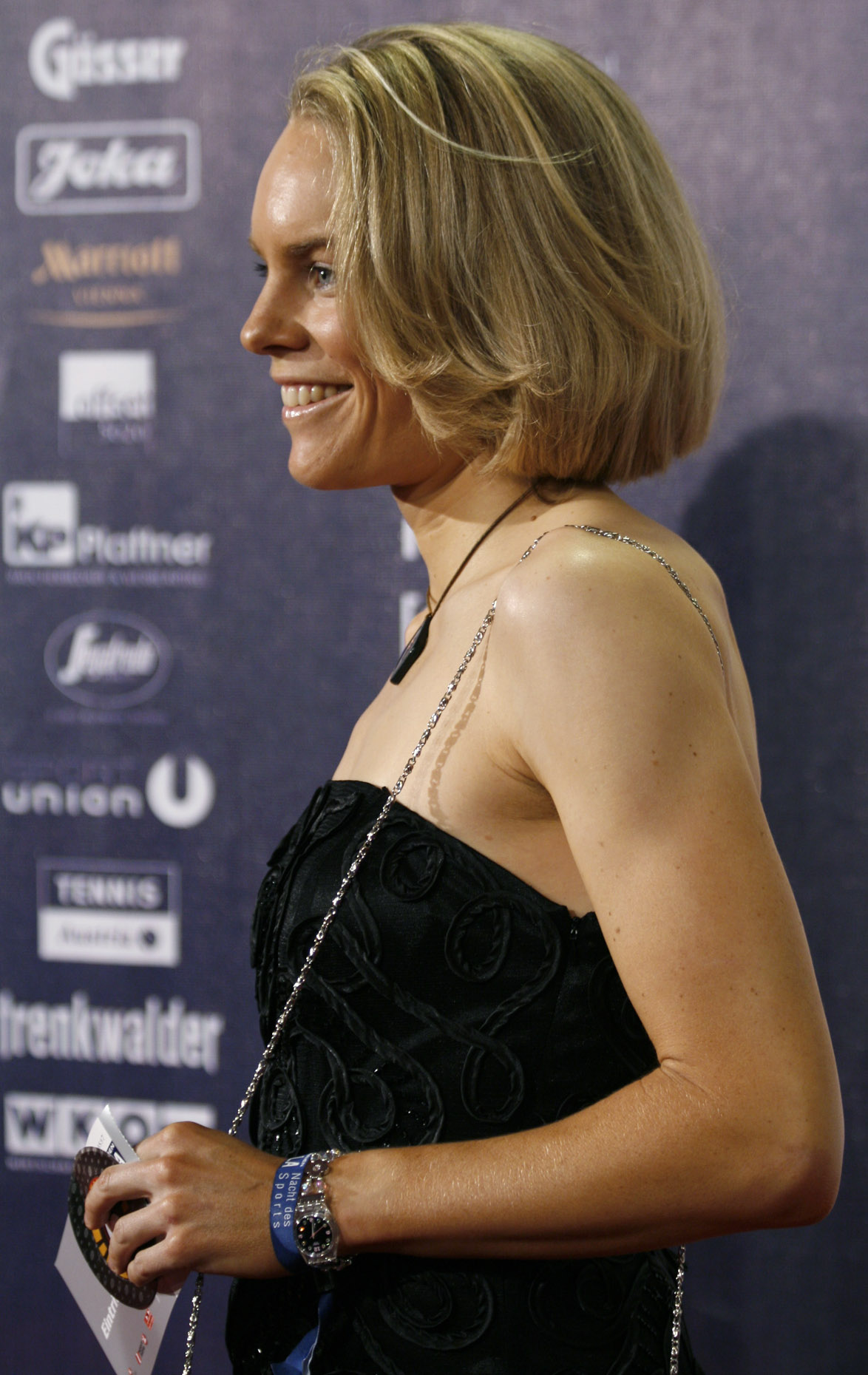
Christiane Soeder (Nacht des Sports 2008)

- eine Etappe Internationale Thüringen-Rundfahrt der Frauen

2004
- eine Etappe Grande Boucle Féminine

2005
- eine Etappe Tour de l’Aude

2006
- eine Etappe Geelong Tour

2008
- Gesamtwertung und eine Etappe Geelong Tour
- GP Suisse – Souvenir de Magali Pache

2009
- GP Suisse Féminin
- eine Etappe Thüringen-Rundfahrt der Frauen
- Open de Suède Vårgårda -Teamzeitfahren
- GP Oberbaselbiet
- zwei Etappen Tour de l’Ardèche

2010
- Österreichische Bergmeisterschaft

## Auszeichnungen (Auszug)
- 2008: Goldenes Verdienstzeichen der Republik Österreich